# Provinz M'Sila
Die Provinz M'Sila (arabisch ولاية المسيلة, DMG Wilāyat al-Masīla, tamazight ⴰⴳⴻⵣⴷⵓ ⵏ ⵎⵙⵉⵍⴰ Agezdu n Msila) ist eine Provinz (wilaya) im nördlichen Algerien.
Die Provinz liegt im Übergangsgebiet vom dicht besiedelten Norden des Landes zur dünn bevölkerten Sahara und umfasst eine Fläche von 17.891 km².
Rund 945.000 Menschen (Schätzung 2006) bewohnen die Provinz, die Bevölkerungsdichte beträgt somit rund 53 Einwohner pro Quadratkilometer.
Hauptstadt der Provinz ist M'Sila, eine andere Stadt mit über 100.000 Einwohnern ist Bou Saâda.